# 릴 FC
릴 FC(영어: Rhyl Football Club, 웨일스어: Clwb Pêl Droed Y Rhyl)는 릴을 연고로 하는 웨일스의 축구 클럽이었다. 2020년 4월에 축구단으로서의 활동을 취소하며 2019-20 시즌 축구 기록이 전부 말소되었다. 18개월 후인 2021년 10월에 공식적으로 해체되었다.

## 성적
- 웨일스 프리미어리그 우승 2회 (2003-04, 2008-09), 준우승 2회 (2004-05, 2006-07)
- 컴리 얼라이언스 우승 2회 (1993-94, 2012-13), 준우승 2회 (2010-11, 2011-12)
- 웨일스 컵 우승 4회 (1951-52, 1952-53, 2003-04, 2005-06), 준우승 4회 (1926-27, 1929-30, 1936-37, 1992-93)
- 웨일스 리그컵 우승 2회 (2002-03, 2003-04), 준우승 4회 (2004-05, 2006-07, 2007-08, 2009-10)